# Charles Surmont de Volsberghe
Charles Surmont de Volsberghe, est un juriste et homme politique belge, né à Gand le 28 août 1798 et décédé le 17 mai 1840 dans sa ville natale.

## Biographie
Il avait épousé la marquise Thérèse d'Evora y Vega, dont il eut un fils mort jeune et une fille qui devint l'épouse de Polydore Piers.
Après des études en droit à l'université d'État de Louvain, il fut reçu docteur le 22 janvier 1821.
Il participa activement à la révolution belge de 1830.
Devenu membre du Congrès national, il proposa comme souverain le duc de Nemours, mais se rallia enfin à Léopold de Saxe-Cobourg-Gotha.
Il fut créé baron le 16 décembre 1839
Il a laissé le souvenir d'un homme jovial, voire d'un original qui n'hésitait pas à pratiquer l'humour et même à créer l'hilarité. Était-ce là le signe avant coureur d'un mal être plus général auquel la mort de son fils n'était peut-être pas étranger? Il se donna, en effet, la mort le 17 mai 1840 dans un moment de désordre intérieur.

## Ses écrits
- De quibus modis ususfructus constitui solet, Louvain, Vanlinthout et Vandenzande, 1821, in-4°.